# El Rebollal (Boal)
El Rebollal es una casería perteneciente a la parroquia de Castrillón, en el concejo de Boal, comarca de Eo-Navia, Principado de Asturias, España.
Se encuentra actualmente deshabitado (INE, 2013) y se sitúa a unos 190 m de altura sobre el nivel del mar, en la margen derecha del río Navia. Dista unos 8 km de la capital del concejo, tomando primero desde ésta la carretera AS-12 en dirección a Grandas de Salime, desviándose después en San Luis por la AS-35 en dirección a Villayón, y finalmente, unos 500 m tras pasar el puente de Castrillón sobre el río Navia, a la derecha por un camino forestal, durante aproximadamente 1 km.